# Производство ананасов в Кот-д’Ивуаре

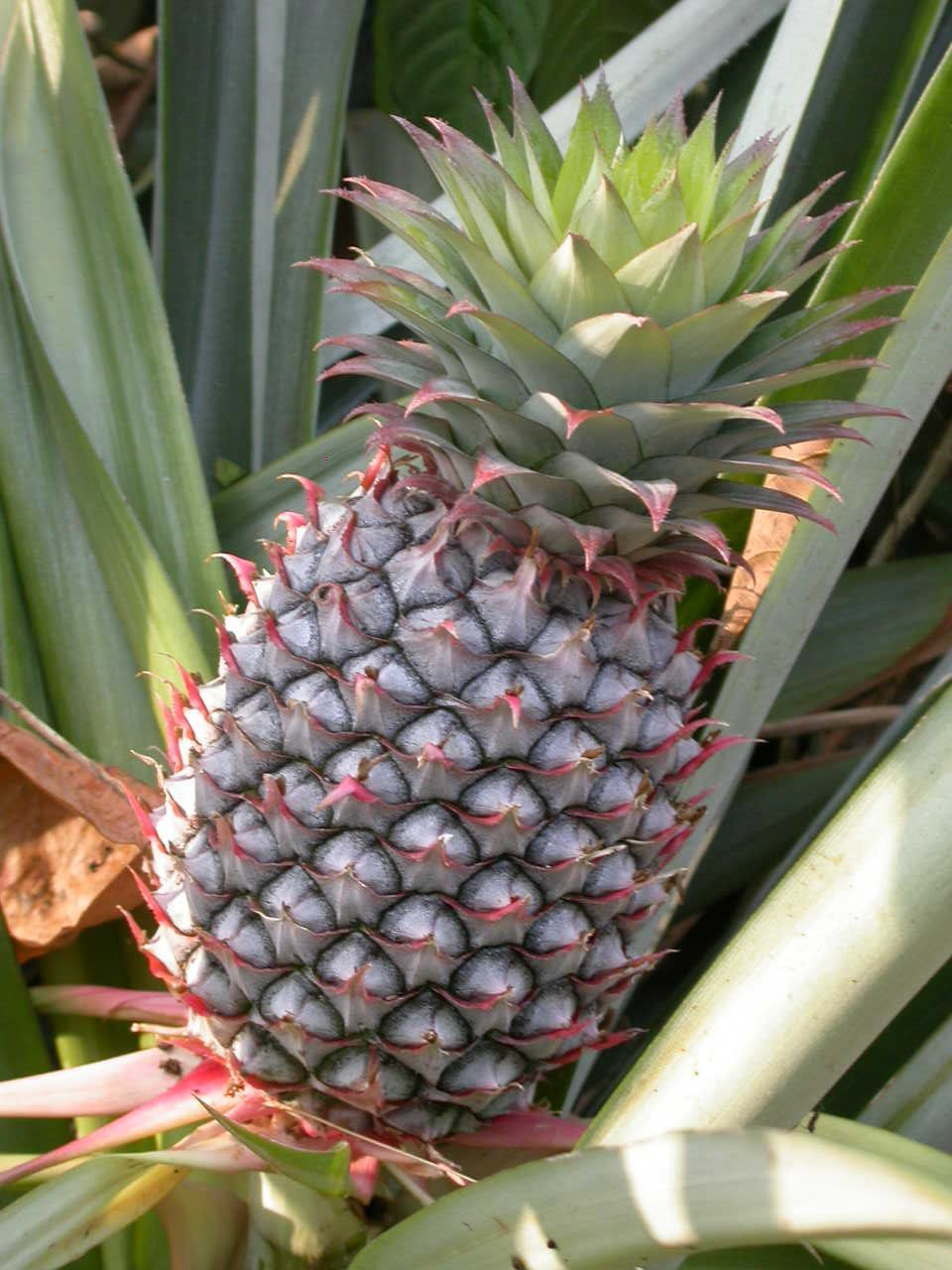
Ананас на своём родительском растении

Кот-д'Ивуар доминирует в торговле свежими ананасами. Экспорт ананасовой продукции начался в колониальный период Кот-д'Ивуара, когда с иностранной помощью были созданы два перерабатывающих завода.

## История
Когда Кот-д'Ивуар получил независимость, экспорт ананасовой продукции составлял менее половины от экспорта банановой продукции. В 1960-х и 70-х годах экспорт неуклонно возрастал, и к началу 70-х годов число экспортируемых ананасов превысило число экспортируемых бананов. В 1980-х годах Таиланд начал конкурировать с Кот-д'Ивуаром, что привело к падению мировых цен на ананасы. Экономические реформы в Кот-д'Ивуаре привели к сокращению субсидий для нескольких государственных предприятий и закрыли другие, включая Corfruitel, полугосударственный орган, отвечающий за сбыт фруктов, таких как ананасы и бананы. В то время большая часть экспорта ананасов приходилась на консервированные ананасы и ананасовый сок. По указанным выше причинам экспорт этих двух продуктов к 1990 году практически прекратился.
В это время значительная часть ивуарийской ананасовой промышленности перешла на производство свежих ананасов. В результате данного, весьма выгодного шага страна начала экспортировать ананасы в Европу морским грузом, используя те же рефрижераторные грузовые суда, которые использовались для перевозки бананов. Тогда Кот-д'Ивуар квази-монополизировал мировой рынок свежих ананасов, хотя сейчас страна уже не имеет такого статуса так, как Коста-Рика, Гондурас, Гана и другие страны начали наращивать своё производство в данной отрасли.

## Сельское хозяйство и производство
Кот-д'Ивуар — ведущий поставщик ананасов в Европе, поставляя более 200000 тонн свежих фруктов в год, занимает более 60% европейского рынка ананасов. На мировом рынке Кот-д'Ивуар занимает второе после Коста-Рики место, а в совокупности эти две страны производят более 50% ананасов мира.

## Продукты

### Cristelor
В 1983 году компания «Société fruitière du Bandama» создала популярный напиток «Cristelor». Описывается как фр. delice d'ananas petillant, («нежный ананасовый деликатес»), в народе называется «ананасовое шампанское». Директор компании, Жан Конан Банни, заявил, что идея пришла к нему, когда он подумал сделать вино из ананасов. Также он предложил алкогольную версию напитка.

## Исследования
В 1987 году ученые из Научно-исследовательского института по вопросам возобновляемой энергии (IREN) изучали методы производства этанола из ананасов в Кот-д'Ивуаре.